# Tripé da sustentabilidade
O tripé da sustentabilidade, também chamado de triple bottom line, ou Social, Ambiental, Financeiro corresponde aos resultados de uma organização medidos em termos sociais, ambientais e econômicos.
- Social - Refere-se ao tratamento do capital humano de uma  empresa ou sociedade.
- Ambiental -Refere-se ao capital natural de uma empresa ou sociedade.
- Financeiro - Trata-se do lucro. É o resultado econômico positivo de uma empresa .[2]

São apresentados nos relatórios corporativos das empresas comprometidas com o desenvolvimento sustentável. Por enquanto, são medições de caráter voluntário. Atualmente, na Europa Ocidental, 68% das multinacionais fazem este tipo de relatórios e, nos Estados Unidos, mesmo a percentagem sendo  menor (41%), tem um crescimento vertiginoso. Em todos os casos, as empresas que apresentam esta conta tripla de resultados perceberam, antes de outras, que no futuro imediato o consumidor se tornará cada vez mais responsável e exigirá saber qual é o impacto econômico, ambiental e social que geram os produtos que premia com a sua compra.
O conceito foi criado nos anos 1990 por John Elkington, cofundador da organização não governamental internacional  SustainAbility; é um "[...] termo criado, que representa a expansão do modelo de negócios tradicional [...] para um novo modelo que passa a considerar a performance ambiental e social da companhia, além da financeira”.